# Platygobiopsis akihito
Platygobiopsis akihito is een straalvinnige vissensoort uit de familie van grondels (Gobiidae). De wetenschappelijke naam van de soort is voor het eerst geldig gepubliceerd in 1992 door Springer & Randall.